# Кімпхо (аеропорт)
Міжнародний аеропорт Кімпхо (IATA: GMP, SEL, ICAO: RKSS) — міжнародний аеропорт в Сеулі (Південна Корея). Розташований у західному кінці міста, за 15 кілометрів від центру. До 2001 року був головним міжнародним аеропортом для Сеула та Південної Кореї загалом. У 2001 році його функції взяв новий міжнародний аеропорт Інчхон. Наразі Кімпхо функціонує як другий аеропорт Сеула. У 2015 році аеропортом скористалися 23 163 778 пасажирів, що робить його третім за величиною аеропортом у Південній Кореї, після аеропортів Інчхон та Чеджу.
Аеропорт розташований на південь від річки Хан у західній частині Сеулу. Назва «Кімпхо» походить від найближчого міста Кімпхо, на території якого аеропорт і розташований.
Після 2001 року аеропорт деякий час не здійснював міжнародних рейсів і перебував у стагнації.
29 листопада 2003 року відновилися регулярні рейси між Кімпхо та аеропортом Ханеда в Токіо (Японія). Обслуговування міжнародного шанхайського аеропорту Хунцяо відновилося 28 жовтня 2007 року. Обслуговування міжнародного аеропорту Кансай в Осаці, Японія розпочалося 26 жовтня 2008 року. Обслуговування міжнародного аеропорту Пекін-Шоуду розпочалося 1 липня 2011 року. Обслуговування аеропорту Тайбей Суншань розпочалося 30 квітня 2012 року.

## Аварії та катастрофи
- 19 листопада 1980 року пасажирський Boeing 747-200, що прямував рейсом 015[en] Korean Air Lines, приземлився недалеко від злітно-посадкової смуги, відірвавши все основне шасі, внаслідок чого літак зупинився на носовому колесі, почалася пожежа. 15 із 226-ти осіб, що перебували на борту загинули.
- 14 вересня 1986 року біля будівлі терміналу стався вибух бомби, внаслідок якого загинуло п'ятеро людей і було поранено 36 людей. В атаці було звинувачено Північну Корею. Теракт був розцінений як спроба зірвати Азійські ігри[en] 1986 року, що почалися через 6 днів.
- 25 листопада 1989 року літак Fokker F28-4000 рейсу 175 авіакомпанії Korean Air, що прямував в аеропорт Каннин[en], заглох і розбився відразу після зльоту, загинула одна людина, поранено 40 осіб.